# 십전무공
십전무공 (중국어: 十全武功)은 18세기 중후반 청나라 건륭제가 단행한 일련의 군사작전을 의미한다. 십전무공 중 3개는 중앙아시아로 영토를 확장하는 목적을 가지고 단행하였는데 그 중 2개는 준가르에 맞서 싸운 것이었고, 다른 하나는 신장을 병합하는 것이었다. 이 3개의 원정 외에 나머지 7개의 원정은 국경 지역의 치안을 확보하기 위해 일으킨 전쟁으로, 티베트, 베트남, 미얀마, 타이완, 그리고 네팔에 있던 구르카와의 전쟁이었다.

## 전쟁

### 준가르
십전무공 중 준가르를 멸망시킨 것은 청나라 역사에 가장 큰 영향을 미쳤다. 1755년 준가르가 완전히 청에 병합되고, 이후 청의 지배에 맞선 알티샤 호자의 난이 진압되면서 청은 신장 서부와 북부를 지배하고 티베트의 달라이 라마에 대한 지배권을 공고히 할 수 있었다. 이 정복 이후 이슬람화된 투르크 계통의 신장 남부도 완전히 청에 병합되었다.